# П'явка східна
П'явка східна (Hirudo orientalis) — вид п'явок роду Hirudo родини Hirudidae.

## Опис
Загальна довжина сягає 10,8 см, завширшки 10 мм. Є 5 пар очей. Тіло складається з 5-кільцевих сегментів (сомітів). Задній присосок більший за передній — 5,5 і 4 мм відповідно. Всередині переднього присоску міститься ротовий отвір з трьома щелепами, які несуть по 80 зубів в середньому (від 71 до 91) кожна, які мають довжину 33 мікрони. Поверхня тіла вкрита великою кількістю дрібних сосочків. Атріум (частина чоловічої статевої системи) великий. Чоловічий гонопор (статевий отвір) розташовано на 11-му сегменті, жіночий — на 12-му. Гонопори розділені п'ятьма кільцями. Епідидиміси середнього розміру.
Забарвлення спини темно-зеленого кольору з двома повздовжніми переривчастими смужками помаранчевого кольору. Ближче до боків проходять смужки з невеличкими округлими чорними плямочками. З боків проходять смужки жовтого кольору. Черево має чорне тло, на кожному сегменті розташована одна пара зелених плям.

## Спосіб життя
Живуть у невеликих прісних водоймах, що можуть час від часу пересихати, воліє до ставків і боліт, ариків та каналів. Трапляється в гірських місцинах. Є ектопаразитом, живиться кров'ю переважно ссавців (великої рогатої худоби), а також плазунів і земноводних.
У період розмноження відкладає 2—3 кокони, що містять 7—10 яєць. Процес розмноження триває від 2 до 3 місяців залежно від регіону.

## Розповсюдження
Поширена переважно в Азербайджані та Ірані, живе також в Казахстані й Узбекистані. Окремі особини трапляються в Грузії, Вірменії, Афганістані, Пакистані.

## Медичне значення
Застосовується в гірудотерапії так само як й інші представники свого роду.